# Águila o sol
Águila o sol (distribuïda en Espanya amb el nom de Cara o cruz) és una pel·lícula de 1937 dirigida per Arcady Boytler, una de les primeres pel·lícules del popular còmic mexicà Mario Moreno Cantinflas.

## Sinopsi
La pel·lícula tracta de 3 orfes que van ser abandonats en un asil de monges; dos bebès un anomenat Carmelo i l'altra Adriana Águila van venir d'una família rica; mentre que Polito Sol és abandonat per una família de classe humil.
Les monges van registrar el seu creixement durant nou anys; perquè a partir d'aquesta edat serien separats per seguir les seves vides pel seu propi compte; però en adonar-se els tres orfes decideixen escapar del lloc per a començar una vida junts; i fins a convertir-se en un trio inseparable.
Per guanyar-se la vida van vendre periòdics al carrer i bitllets de loteria; mentre passaven els anys els tres orfes van exercir el seu costat artístic a les famoses “carpes” representant obres còmiques de teatre per a treure diners.
La pel·lícula centra la vida dels tres orfes en espectacles de carpes, embolics còmics en la trama i en escenes de borratxeres.
El pare de Polito s'enriqueix quan compra un bitllet de loteria; una vegada que aconsegueix la fortuna comença la cerca del seu fill; però no el reconeix quan li ven un periòdic.
Aquesta pel·lícula reprèn els inicis de Mario Moreno Cantinflas a les carpes i mostra una possible imatge de com Cantinflas actuava en l'escenari i s'expressava.

## Altres títols
- Cara o cruz o Cantinflas en el teatro, en posteriors reposicions a Espanya.

## Repartiment
- Mario Moreno Cantinflas (Polito Sol)
- Manuel Medel (Carmelo Águila)
- Margarita Mora (Teresa)
- Marina Tamayo (Adriana Águila)
- Luis G. Barreiro (Castro)
- Manuel Arvide (Hipólito Sol)
- Ramón Rey (el gallego)
- Margarita Sodi (Adriana, nena)
- Jesús de la Mora (Polito, nen)
- José Girón Torres (Carmelo, nen)
- Dora Ceprano (Dora)
- Antonio Escobar (Director d’orquestra)
- Teresa Rojas
- Emma Vogel
- Blanca Rosa Otero
- José Elías Moreno
- Rafael Baledón
- Virginia Serret
- Julio Ahuet
- Toña la Negra
- Rafael Hernández
- Rafael Díaz

## Equip tècnico
- Adaptació cinematogràfica: Arcady Boytler
- Ballables: Rafael Díaz
- Gerent de producció: Ricardo Beltri
- Edició: José M. Noriega
- Staff: «Acero»
- Sets: José Rodríguez Granada
- Mobiliari: Zarraga
- Estudis i laboratoris: Jorge Stahl
- Producció: Pedro Maus, Felipe Mier
- So: Monoaural
- Color: B/N
- Estrena: 04/05/1938 (Mèxic) — 24/12/1945 (Espanya)

## Comentaris
Segona pel·lícula per al duo còmic de Cantinflas i Manuel Medel, i sense cap dubte, la millor de les tres que van realitzar, encara que sense aconseguir la qualitat i la lluentor d'altres treballs de Mario Moreno.
Va ser filmada només alguns anys abans del desenvolupament de la imatge clàssica de Cantinflas i de la seva prolífica i reeixida associació amb el director Miguel M. Delgado a partir de 1941.
El més notable d'aquesta pel·lícula, són les escenes quan ell apareix en un teatre amb el seu soci artístic (llavors Manuel Medel), fent els mateixos números o sketches que van fer en conjunt alguns anys enrere, en les ara mítiques “carpes de teatre” (teatres ambulants sota sostre de lona). Aquí tots dos apareixen com ho feien en els seus anys molt primerencs.
Aquest film ocupa el lloc 84 dins de la llista de les 100 millors pel·lícules del cinema mexicà, segons l'opinió de 25 crítics i especialistes del cinema a Mèxic, publicada per la revista Somos en juliol de 1994.